# Kąty
Kąty este o arie protejată (arie specială de conservare — SAC, sit de importanță comunitară — SCI) din Polonia întinsă pe o suprafață de 23,98 ha, integral pe uscat.

## Localizare
Centrul sitului Kąty este situat la coordonatele 50°40′31″N 23°07′29″E / 50.6752°N 23.1246°E.

## Înființare
Situl Kąty a fost declarat sit de importanță comunitară în aprilie 2004 pentru a proteja 2 specii de plante și 1 specie de animale. Situl a fost protejat și ca arie specială de conservare în februarie 2017.

## Biodiversitate
Situată în ecoregiunea continentală, aria protejată conține 1 habitat natural: Pajiști uscate seminaturale și facies de acoperire cu tufișuri pe substraturi calcaroase (Festuco-Brometalia) (* situri importante pentru orhidee).
La baza desemnării sitului se află mai multe specii protejate:
- plante (2): Carlina onopordifolia, papucul doamnei (Cypripedium calceolus)
- nevertebrate (1): albilița portocalie (Colias myrmidone)